# 凡拉倫
凡拉倫（1966年6月16日—），印度外交官，現任印度駐哥倫比亞兼駐厄瓜多爾大使，曾任印度駐斯洛伐克大使、印度駐馬拉維高級專員、印度駐伊斯坦布爾總領事等職務。

## 经历
凡拉倫生於1966年6月16日。他擁有英語文學榮譽文學學士學位。
1990年8月20日，加入印度外事服務部。1992年2月至1994年2月，先後擔任印度駐西班牙大使館的三等秘書和二等秘書。隨後於1994年4月至1997年4月，在印度駐烏茲別克斯坦大使館擔任二等秘書。1997年6月至1999年1月，在印度外交部擔任副處長。1999年2月至2002年7月，擔任印度駐阿根廷大使館一等秘書。
2002年8月至2005年11月，擔任印度駐悉尼總領事館副總領事。2005年11月至2009年1月，擔任印度米佐拉姆邦政府的秘書。2009年3月至2013年6月，任印度駐伊斯坦布爾總領事。2013年6月21日至2016年6月13日期間，任印度駐馬拉維高級專員。2016年6月至2018年9月，在印度外交部擔任全球資產管理司聯秘、印度文化關係委員會副主任、海外印度人中心聯秘。2018年9月至2019年1月，擔任印度外交部全球資產管理司的輔秘。
2019年1月1日，被任命爲下一任印度駐斯洛伐克大使。2019年2月6日至2022年11月8日，任印度駐斯洛伐克大使。2019年3月13日，向斯洛伐克總統遞交國書。2022年9月20日，被任命爲下一任印度駐哥倫比亞大使。2022年11月至今，任印度駐哥倫比亞兼駐厄瓜多爾大使。

## 个人生活
已婚。会说英语、米佐语和西班牙语。